# Fluoreto de cobre(II)
O fluoreto de cobre(II) é um composto inorgânico com a fórmula química CuF2 .  É um sólido higroscópico branco ou verde, cristalino.  Tem uma estrutura cristalina do tipo rutilo semelhante a outros fluoretos de fórmulas químicas MF2 .

## Estrutura
O fluoreto de cobre(II) é feito de uma estrutura cristalina.  Tem uma estrutura cristalina monoclínica e não pode alcançar uma estrutura de simetria superior.  Forma prismas retangulares e tem base do tipo paralelogramo.  Contém três vetores onde um vetor é perpendicular a dois vetores paralelos na estrutura.

## Usos
Foi demonstrado que os hidrocarbonetos aromáticos reagem com o fluoreto de cobre (II), em uma atmosfera contendo oxigênio em temperaturas acima de 450 °C, para formar hidrocarbonetos aromáticos fluorados.  Esta reação é mais simples que a reação de Sandmeyer , mas é aplicável apenas para compostos que são estáveis o suficiente para sobreviver à alta temperatura.
Meio mol de oxigênio é usado com 2 HF e Cu para fazer um mol de água e fluoreto de cobre (II).
O fluoreto de cobre (II) também pode ser usado para formar fluorobenzeno a partir de benzeno, HCl e oxigênio.  Usando um fluoreto de metal que pode oxidar com sucesso com uma ligação de metil.  A reação é iniciada pela produção de fluoreto de cobre(II) com um reator de metal carregado contendo óxido de cobre e a adição de HF a altas temperaturas, a partir daí é exposto ao benzeno e fluoroaromáticos ocorrem causando a formação de fluorotolueno ou fluorobenzeno ou algum outro benzeno fluorado derivado.  Isso permite que fluoroaromáticos sejam feitos em larga escala sem a eliminação de resíduos dos processos atuais de fluoração.

## Química
O fluoreto de cobre(II) pode ser sintetizado a partir de cobre e flúor a temperaturas de 400   ° C. Ocorre como uma reação direta.
Cu + F 2 → CuF 2
Perde flúor no estágio fundido a temperaturas acima de 950 ° C.
2CuF 2 → 2CuF + F 2
2CuF → CuF 2 + Cu
Os ânions complexos de CuF3 - , CuF4 2− e CuF6 4 - são formados se o CuF2 for exposto a substâncias contendo íons fluoreto F - .

## Solubilidade
É levemente solúvel em água, mas começa a se decompor quando em água quente, formando íons básicos F - e Cu(OH).
1. ↑  Pradyot Patnaik. Handbook of Inorganic Chemicals. McGraw-Hill, 2002, ISBN 0-07-049439-8
2. ↑  NIOSH Pocket Guide to Chemical Hazards. «#0150» (em inglês). National Institute for Occupational Safety and Health (NIOSH)
3. ↑  «A "Greener" Synthetic Route for Fluoroaromatics via Copper (II) Fluoride». Science. 297. PMID 12215637. doi:10.1126/science.1076397